# СОЮЗКОЛГОСПБАНК
Всеукраїнська контора банку фінансування соціалістичного сільського господарства СРСР -  банківська установа в УСРР, підпорядкована "Союзколгоспбанкові" СРСР. Здійснювала кредитування сільського господарства України, перебравши на себе функції відділу довгострокового кредитування сільського господарства Всеукраїнської контори Держбанку СРСР (колишнього, до 1930, Українського сільськогосподарського банку). Почала діяти з серпня 1932 як Всеукраїнська контора Банку фінансування соціалістичного землеробства СРСР, заснованого постановою радянського уряду в травні 1932. У зв'язку зі зміною 1933 назви союзної установи на Банк фінансування соціалістичного сільського госпоарства СРСР відповідно змінила назву і його Всеукраїнська контора. Гол. завданням було надання фінансової допомоги, коротко- та довгострокових кредитів с. госп-ву, постачання знарядь та засобів вир-ва профільній галузі пром-сті, сприяння заготівлі та збуту продукції. Відкривалися спец. кредити на машинопостачання колективів та сільс. нас., виділялися кошти на буд-во машинно-тракторних станцій, оснащення їх технікою, обладнанням, майстернями. Діяльність контори загалом сприяла виходу із кризи с.-г. галузі, спричиненої примусовою колективізацією сільського господарства 1929–32, разом із тим засвідчила цілковиту підпорядкованість нац. банк. системи союзному центру.